# Psidium
Psidium is een geslacht van planten uit de mirtefamilie (Myrtaceae). Het omvat rond de honderd soorten tropische struiken en kleine bomen. Alle soorten komen van nature voor in Mexico en Centraal-Amerika. Ze worden ook verbouwd in Afrika, Zuid-Azië, Nieuw-Zeeland en de Caraïben.
De vruchten van verschillende soorten zijn eetbaar. Behalve door mensen worden de vruchten door veel zoogdieren, vogels en insecten gegeten. Ze dienen als voedsel voor rupsen van soorten als Erinnyis ello, Eupseudosoma aberrans, Eupseudosoma involuta en Hypercompe icasia.

## Selectie van soorten
- Psidium acutangulum
- Psidium amplexicaule
- Psidium araao
- Psidium araca
- Psidium australe
- Psidium cattleianum

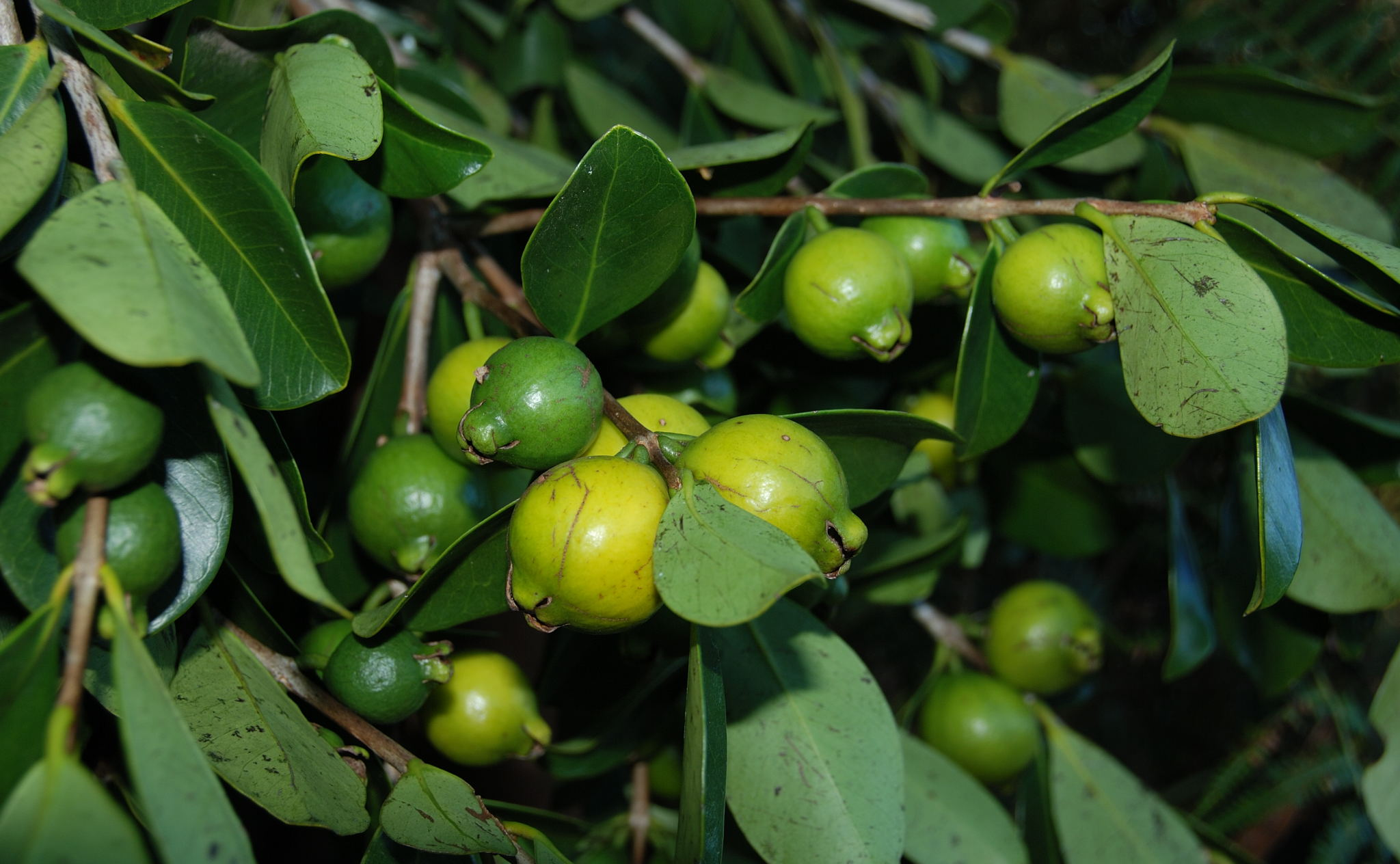
Psidium cattleianum var. lucidum

Psidium cattleianum var. cattleianum

  - Psidium cattleianum var. cattleianum
  - Psidium cattleianum var. lucidum
- Psidium cinereum
- Psidium dumetorum
- Psidium firmum
- Psidium friedrichsthalianum
- Psidium galapageium – Galápagos Guave
- Psidium guajava L. – Guave
- Psidium guineense Sw. – Guinea Guave
- Psidium harrisianum Urb.
- Psidium havanense Urb.
- Psidium incanescens Mart.
- Psidium montanum
- Psidium pedicellatum
- Psidium robustum
- Psidium rostratum
- Psidium rufum, Purple Guava
- Psidium sartorianum Sartre Guava, "arrayán" (Mexico), guyabita del Peru (Panama, Costa Rica), cambuí (Brazilië)
- Psidium sintenisii – hoja menuda
- Psidium socorrense
- Psidium spathulatum[1]

### Voormalige soorten
Deze soorten worden niet langer tot het geslacht gerekend.
- Acca macrostema (als P. macrostemum)
- Campomanesia adamantium (als P. adamantium Cambess.)
- Campomanesia aromatica (als P. aromatica Aubl.)
- Campomanesia grandiflora (als P. grandiflorum Aubl.)
- Campomanesia guaviroba (als P. cerasoides Cambess. of P. guaviroba DC.)
- Campomanesia lineatifolia (als P. rivulare DC.)
- Campomanesia pubescens (als P. corymbosum Cambess., P. obversum Miq. of P. pubescens)
- Eugenia salamensis var. rensoniana (als P. rensonianum Standl.)
- Myrciaria dubia (als P. dubium Kunth)[1]

... · 
Acmena · 
Actinodium · 
Agonis · 
Allosyncarpia · 
Aluta · 
Angophora · 
Astartea · 
Astus · 
Babingtonia · 
Baeckea · 
Callistemom · 
Calytrix · 
Chamelaucium · 
Corymbia · 
Corynanthera · 
Cyathostemon · 
Darwinia · 
Enekbatus · 
Ericomyrtus · 
Eucalyptus (Eucalyptus) · 
Eugenia · 
Euryomyrtus · 
Feijoa · 
Homalocalyx · 
Homoranthus · 
Hypocalymma · 
Lamarchea · 
Leptospermum · 
Lophomyrtus · 
Malleostemon · 
Metrosideros · 
Micromyrtus · 
Myrceugenia · 
Myrciaria · 
Myrtus (Mirte) · 
Ochrosperma · 
Osbornia · 
Pileanthus · 
Pimenta · 
Psidium · 
Rinzia · 
Sannantha · 
Scholtzia · 
Syzygium · 
Thryptomene · 
Triplarina · 
Tristaniopsis · 
Verticordia · 
Waterhousea · 
Xanthostemon · 
...